# Velká kniha Medvídka Pú
Velká kniha Medvídka Pú (v anglickém originále The Book of Pooh) je americký animovaný seriál vhodný pro děti předškolního věku. Seriál byl vysílán od května 2001 do listopadu 2003.

## Dabing
| postava     | Dabing         |
| ----------- | -------------- |
| Medvídek Pú | Jiří Knot      |
| Tygr        | Ota Jirák      |
| Prasátko    | Tomáš Juřička  |
| Králík      | Dalimil Klapka |
| Ijáček      | Jaroslav Vlach |
| Sova        | Bohuslav Kalva |
| Sysel       | Václav Vydra   |